# Eudyptula wilsonae
Eudyptula wilsonae — викопний вид пінгвінів з роду малий пінгвін. Описаний у 2023 році. Існував в Новій Зеландії у пізньому пліоцені, 3,36-3,06 млн років тому. Описаний з двох черепів, виявлений у відкладеннях формації Тангахо на Північному острові.